# Юнацька збірна Північної Ірландії з футболу (U-17)
Юнацька збірна Північної Ірландії з футболу (U-17) (скорочено Пінічна Ірландія U-17) — міжнародна команда, що представляє Північну Ірландію на міжнародній арені в категорії до 17 років. Перебуває під контролем Футбольної Асоціації Ірландії. До моменту коли УЄФА реорганізувало юнацький турнір у 2001 році функціонувала як збірна U-16 і чотири рази виходила у фінал Чемпіонату Світу серед юнаків (в 1987, 1990, 1992, 1993 і 1997 роках). Як Північна Ірландія U-17 зробити це змогла лише у 2004-му.

## Юнацький чемпіонат Європи (U-17)
| Статистика фінальних турнірів | Статистика фінальних турнірів | Статистика фінальних турнірів | Статистика фінальних турнірів | Статистика фінальних турнірів | Статистика фінальних турнірів | Статистика фінальних турнірів | Статистика фінальних турнірів | Статистика фінальних турнірів |     | Статистика відбору | Статистика відбору | Статистика відбору | Статистика відбору | Статистика відбору | Статистика відбору | Статистика відбору |
| Рік                           | Раунд                         | І                             | В                             | Н                             | П                             | Г+                            | Г-                            | РГ                            | І   | В                  | Н                  | П                  | Г+                 | Г-                 | РГ                 |                    |
| ----------------------------- | ----------------------------- | ----------------------------- | ----------------------------- | ----------------------------- | ----------------------------- | ----------------------------- | ----------------------------- | ----------------------------- | --- | ------------------ | ------------------ | ------------------ | ------------------ | ------------------ | ------------------ | ------------------ |
| 2002                          | не кваліфікувалася            | не кваліфікувалася            | не кваліфікувалася            | не кваліфікувалася            | не кваліфікувалася            | не кваліфікувалася            | не кваліфікувалася            | не кваліфікувалася            | 4   | 0                  | 0                  | 4                  | 4                  | 11                 | –7                 |                    |
| 2003                          | не кваліфікувалася            | не кваліфікувалася            | не кваліфікувалася            | не кваліфікувалася            | не кваліфікувалася            | не кваліфікувалася            | не кваліфікувалася            | не кваліфікувалася            | 6   | 3                  | 1                  | 2                  | 4                  | 4                  | 0                  |                    |
| 2004                          | груповий етап                 | 3                             | 0                             | 0                             | 3                             | 3                             | 12                            | –9                            | 6   | 4                  | 1                  | 1                  | 13                 | 9                  | +4                 |                    |
| 2005                          | не кваліфікувалася            | не кваліфікувалася            | не кваліфікувалася            | не кваліфікувалася            | не кваліфікувалася            | не кваліфікувалася            | не кваліфікувалася            | не кваліфікувалася            | 6   | 2                  | 1                  | 3                  | 11                 | 12                 | –1                 |                    |
| 2006                          | не кваліфікувалася            | не кваліфікувалася            | не кваліфікувалася            | не кваліфікувалася            | не кваліфікувалася            | не кваліфікувалася            | не кваліфікувалася            | не кваліфікувалася            | 6   | 3                  | 0                  | 3                  | 9                  | 13                 | –4                 |                    |
| 2007                          | не кваліфікувалася            | не кваліфікувалася            | не кваліфікувалася            | не кваліфікувалася            | не кваліфікувалася            | не кваліфікувалася            | не кваліфікувалася            | не кваліфікувалася            | 6   | 3                  | 1                  | 2                  | 9                  | 7                  | +2                 |                    |
| 2008                          | не кваліфікувалася            | не кваліфікувалася            | не кваліфікувалася            | не кваліфікувалася            | не кваліфікувалася            | не кваліфікувалася            | не кваліфікувалася            | не кваліфікувалася            | 6   | 3                  | 0                  | 3                  | 7                  | 8                  | –1                 |                    |
| 2009                          | не кваліфікувалася            | не кваліфікувалася            | не кваліфікувалася            | не кваліфікувалася            | не кваліфікувалася            | не кваліфікувалася            | не кваліфікувалася            | не кваліфікувалася            | 3   | 1                  | 0                  | 2                  | 1                  | 3                  | –2                 |                    |
| 2010                          | не кваліфікувалася            | не кваліфікувалася            | не кваліфікувалася            | не кваліфікувалася            | не кваліфікувалася            | не кваліфікувалася            | не кваліфікувалася            | не кваліфікувалася            | 6   | 4                  | 0                  | 2                  | 6                  | 5                  | +1                 |                    |
| 2011                          | не кваліфікувалася            | не кваліфікувалася            | не кваліфікувалася            | не кваліфікувалася            | не кваліфікувалася            | не кваліфікувалася            | не кваліфікувалася            | не кваліфікувалася            | 6   | 2                  | 1                  | 3                  | 12                 | 12                 | 0                  |                    |
| 2012                          | не кваліфікувалася            | не кваліфікувалася            | не кваліфікувалася            | не кваліфікувалася            | не кваліфікувалася            | не кваліфікувалася            | не кваліфікувалася            | не кваліфікувалася            | 3   | 1                  | 0                  | 2                  | 2                  | 5                  | –3                 |                    |
| 2013                          | не кваліфікувалася            | не кваліфікувалася            | не кваліфікувалася            | не кваліфікувалася            | не кваліфікувалася            | не кваліфікувалася            | не кваліфікувалася            | не кваліфікувалася            | 6   | 1                  | 3                  | 2                  | 10                 | 8                  | +2                 |                    |
| 2014                          | не кваліфікувалася            | не кваліфікувалася            | не кваліфікувалася            | не кваліфікувалася            | не кваліфікувалася            | не кваліфікувалася            | не кваліфікувалася            | не кваліфікувалася            | 3   | 1                  | 0                  | 2                  | 3                  | 4                  | –1                 |                    |
| 2015                          | не кваліфікувалася            | не кваліфікувалася            | не кваліфікувалася            | не кваліфікувалася            | не кваліфікувалася            | не кваліфікувалася            | не кваліфікувалася            | не кваліфікувалася            | 6   | 1                  | 2                  | 3                  | 7                  | 15                 | –8                 |                    |
| 2016                          | не кваліфікувалася            | не кваліфікувалася            | не кваліфікувалася            | не кваліфікувалася            | не кваліфікувалася            | не кваліфікувалася            | не кваліфікувалася            | не кваліфікувалася            | 3   | 0                  | 1                  | 2                  | 2                  | 4                  | –2                 |                    |
| 2017                          | не кваліфікувалася            | не кваліфікувалася            | не кваліфікувалася            | не кваліфікувалася            | не кваліфікувалася            | не кваліфікувалася            | не кваліфікувалася            | не кваліфікувалася            | 3   | 1                  | 0                  | 2                  | 5                  | 9                  | –4                 |                    |
| 2018                          | не кваліфікувалася            | не кваліфікувалася            | не кваліфікувалася            | не кваліфікувалася            | не кваліфікувалася            | не кваліфікувалася            | не кваліфікувалася            | не кваліфікувалася            | 3   | 1                  | 0                  | 2                  | 1                  | 8                  | –7                 |                    |
| 2019                          | не кваліфікувалася            | не кваліфікувалася            | не кваліфікувалася            | не кваліфікувалася            | не кваліфікувалася            | не кваліфікувалася            | не кваліфікувалася            | не кваліфікувалася            | 6   | 1                  | 2                  | 3                  | 7                  | 9                  | –2                 |                    |
| 2020                          | не кваліфікувалася            | не кваліфікувалася            | не кваліфікувалася            | не кваліфікувалася            | не кваліфікувалася            | не кваліфікувалася            | не кваліфікувалася            | не кваліфікувалася            | 3   | 1                  | 0                  | 2                  | 7                  | 6                  | +1                 |                    |
| Усього                        | Групий етап                   | 18                            | 2                             | 4                             | 12                            | 16                            | 41                            | –25                           | 125 | 43                 | 21                 | 61                 | 149                | 194                | –45                |                    |